# Chiesa anglicana del Burundi
La Chiesa anglicana del Burundi è una provincia della Comunione anglicana, ed è composta da 7 diocesi. L'attuale Primate della Chiesa è l'arcivescovo del Burundi Bernard Ntahoturi.

## Nome ufficiale
Il nome della Provincia della Chiesa Episcopale del Burundi fu cambiato in Provincia della Chiesa Anglicana di Burundi (Province de l'Eglise Anglicane du Burundi) durante una seduta del sinodo provinciale a Bujumbura, nel marzo 2005.

## Adesione
Oggi, ci sono almeno 900.000 anglicani su una popolazione stimata di 8 milioni, che forma l'11,25% della popolazione del Burundi.

## Struttura
Il sistema gerarchico della Chiesa anglicana del Burundi è l'episcopalismo, che è lo stesso di tutte le Chiese Anglicane. La chiesa è organizzata in diocesi. 7 sono le diocesi, ciascuna retta da un Vescovo:
- Diocesi di Bujumbura
- Diocesi di Buye
- Diocesi di Gitega
- Diocesi di Makamba
- Diocesi di Matana
- Diocesi di Muyinga
- Diocesi di Rumonge

## Primati
L'Arcivescovo del Burundi è sia metropolita, sia primate. La Sede generale è a Bujumbura.
- Samuel Sindamuka, (1992-1998)
- Samuel Ndayisenga, (1998-2005)
- Bernard Ntahoturi, (2005-)

## Culto e liturgia
La Chiesa anglicana del Burundi, come tutte le chiese anglicane, abbraccia i tre Ordini tradizionali del ministero: diacono, sacerdote e vescovo. È utilizzata una variante locale del Libro delle preghiere comuni.

## Dottrina
Il centro della Chiesa Anglicana del Burundi è la vita e la resurrezione di Gesù. Gli insegnamenti fondamentali della Chiesa, o il catechismo, sono:
- Gesù Cristo è pienamente umano e pienamente Dio. Morì e fu risuscitato dai morti.
- Gesù offre la via della vita eterna per coloro che credono.
- L'Antico e il Nuovo Testamento della Bibbia sono stati scritti da persone "sotto l'ispirazione dello Spirito Santo". Gli Apocrifi sono libri aggiuntivi che vengono utilizzati nel culto cristiano, ma non per la formazione della dottrina.
- I due sacramenti strettamente necessari sono il Battesimo e l'Eucaristia.
- Altri riti sacramentali sono la confermazione, l'ordinazione, il matrimonio, la confessione, e l'unzione.
- Credere al Paradiso, all'Inferno e alla Seconda venuta.

### Questioni sociali
Le principali questioni sociali della Chiesa sono la pace e la riconciliazione, il rimpatrio dei profughi e degli sfollati, lo sviluppo della comunità, l'alfabetizzazione e l'istruzione, e la lotta contro l'AIDS. La Chiesa è impegnata nell'evangelizzazione ed è interessata a sostenere l'istruzione e la formazione teologica per il ministero.

### Rapporti ecumenici
A differenza di molte altre chiese anglicane, la Chiesa Anglicana del Burundi non è membro di numerosi organismi ecumenici. La Chiesa non è nemmeno membro del Consiglio ecumenico delle Chiese.

## Riallineamento anglicano
La Chiesa anglicana del Burundi è un membro dell'Associazione Globale Sud. L'arcivescovo Bernard Ntahoturi ha partecipato alla seconda sessione della GAFCON, tenutasi a Nairobi, dal 21 al 26 ottobre 2013.